# 小行星17823
小行星17823（17823 Bartels）是一颗绕太阳运转的小行星，为主小行星带小行星。该小行星于1998年4月1日发现。

## 轨道参数
小行星17823的轨道半长轴为2.4260680 UA，离心率为0.135。